# Owo Blow
 (juin 2024).
La mise en forme du texte ne suit pas les recommandations de Wikipédia : il faut le « wikifier ».
Les points d'amélioration suivants sont les cas les plus fréquents. Le détail des points à revoir est peut-être précisé sur la page de discussion.
- Les titres sont pré-formatés par le logiciel. Ils ne sont ni en capitales, ni en gras.
- Le texte ne doit pas être écrit en capitales (les noms de famille non plus), ni en gras, ni en italique, ni en « petit »…
- Le gras n'est utilisé que pour surligner le titre de l'article dans l'introduction, une seule fois.
- L'italique est rarement utilisé : mots en langue étrangère, titres d'œuvres, noms de bateaux, etc.
- Les citations ne sont pas en italique mais en corps de texte normal. Elles sont entourées par des guillemets français : « et ».
- Les listes à puces sont à éviter, des paragraphes rédigés étant largement préférés. Les tableaux sont à réserver à la présentation de données structurées (résultats, etc.).
- Les appels de note de bas de page (petits chiffres en exposant, introduits par l'outil «  Source ») sont à placer entre la fin de phrase et le point final[comme ça].
- Les liens internes (vers d'autres articles de Wikipédia) sont à choisir avec parcimonie. Créez des liens vers des articles approfondissant le sujet. Les termes génériques sans rapport avec le sujet sont à éviter, ainsi que les répétitions de liens vers un même terme.
- Les liens externes sont à placer uniquement dans une section « Liens externes », à la fin de l'article. Ces liens sont à choisir avec parcimonie suivant les règles définies. Si un lien sert de source à l'article, son insertion dans le texte est à faire par les notes de bas de page.
- La présentation des références doit suivre les conventions bibliographiques. Il est recommandé d'utiliser les modèles {{Ouvrage}}, {{Chapitre}}, {{Article}}, {{Lien web}} et/ou {{Bibliographie}}. Le mode d'édition visuel peut mettre en forme automatiquement les références.
- Insérer une infobox (cadre d'informations à droite) n'est pas obligatoire pour parachever la mise en page.

Pour une aide détaillée, merci de consulter Aide:Wikification.
Si vous pensez que ces points ont été résolus, vous pouvez retirer ce bandeau et améliorer la mise en forme d'un autre article.
Pour plus de détails, voir Fiche technique et Distribution.
En 1997 sort le film dramatique en langue yoruba 'Owo Blow dirigé par Tade Ogidan. Divisé en trois parties : La Genèse (Genesis), La Révolte (The Revolt) et La Lutte Finale (Final Struggle), ce long-métrage marque les débuts d'acteurs de renom tels que Femi Adebayo, Rachael Oniga et Bimbo Akintola,,.

## Arrière-plan
Au cœur de ce film réside la générosité et la notion de solidarité. Il soulève des problématiques comme la corruption, le chômage, les abus de pouvoir et les pratiques douteuses des autorités, autant de défis persistants au Nigeria. Il s'agit d'un film en langue yoruba sous-titré en anglais.

## Intrigue
Un homme est injustement emprisonné lorsqu'il tente d'aider des commerçants harcelés par les autorités de la Force de Sécurité de l'État. Cela plonge la famille de l'homme dans le chaos; son fils, Wole, est contraint d'arrêter l'école et doit subvenir aux besoins de sa famille. Il essaie différents métiers avant de se résigner au vol à la tire. Il se fait prendre et subit une justice expéditive. Il se retrouve bientôt à vivre dans la rue, tandis que sa sœur, Mope, se tourne vers la prostitution. Elle tombe enceinte et meurt en accouchant. Wale devient un redoutable voleur armé mais jure de ne jamais verser de sang humain. Finalement, il change de vie, termine ses études et devient un membre responsable de la société. Cependant, ses anciens complices persistent dans le crime. Malgré tout, il reste hanté par la culpabilité de ses méfaits passés.

## Casting
Fémi Adebayo
Prince Leke Ajao
Bimbo Akintola
Adewale Elesho
Lanré Hassan
Binta Ayo Mogaji
Sam Loco Efe
Binta Ayo Mogaji
Kayode Odumosu
Rachel Oniga
Salami Adebayo
Owo Blow s'est distingué parmi les productions cinématographiques à gros budget du Nigeria en 1997, avec des investissements oscillant entre 2 et 7 millions de yens (soit 25 000 à 90 000 dollars). Il a été lancé pendant la période de Noël de cette année-là, et à l'époque, le prix d'un billet de cinéma était de 150 ₦.

## Réception
Un critique de Premium Times a salué le film pour son casting, sa direction et sa concision, affirmant : "Chaque partie du film contribue à l'intrigue du film. Même 25 ans après sa sortie, 'Owo Blow' demeure un classique intemporel." 